# Saison 2008 de l'équipe cycliste Lampre
La saison 2008 est la dixième année d'activité de l'équipe cycliste Lampre depuis sa réapparition en 1999. Cette saison a été marquée par les victoires de Damiano Cunego à l'Amstel Gold Race et au Tour de Lombardie, et par le titre de champion du monde acquis par Alessandro Ballan.

## Effectif

### Coureurs
| Cycliste           | Date de naissance | Nationalité  | Équipe 2007      |
| ------------------ | ----------------- | ------------ | ---------------- |
| Fabio Baldato      | 13.06.1968        | Italie       |                  |
| Alessandro Ballan  | 06.11.1979        | Italie       |                  |
| Marco Bandiera     | 12.06.1984        | Italie       | Néoprofessionnel |
| Emanuele Bindi     | 07.10.1981        | Italie       | Universal Caffe' |
| Matteo Bono        | 11.11.1983        | Italie       |                  |
| Paolo Bossoni      | 02.07.1976        | Italie       |                  |
| Marzio Bruseghin   | 15.06.1974        | Italie       |                  |
| Damiano Cunego     | 19.09.1981        | Italie       |                  |
| Paolo Fornaciari   | 02.02.1971        | Italie       |                  |
| Francesco Gavazzi  | 01.08.1984        | Italie       |                  |
| Andrea Grendene ¹  | 04.07.1986        | Italie       | Néoprofessionnel |
| Roberto Longo      | 13.12.1984        | Italie       |                  |
| David Loosli       | 08.05.1980        | Suisse       |                  |
| Mirco Lorenzetto   | 13.07.1981        | Italie       | Milram           |
| Marco Marzano      | 10.06.1980        | Italie       |                  |
| Massimiliano Mori  | 08.01.1974        | Italie       |                  |
| Christian Murro    | 19.05.1978        | Italie       | Tenax            |
| Danilo Napolitano  | 31.01.1981        | Italie       |                  |
| Luboš Pelánek ²    | 21.07.1981        | Rep. tchèque | AC Sparta Prague |
| Daniele Righi      | 28.03.1976        | Italie       |                  |
| Mauro Santambrogio | 07.10.1984        | Italie       |                  |
| Simon Špilak       | 23.06.1986        | Slovénie     | Adria Mobil      |
| Sylwester Szmyd    | 02.03.1978        | Pologne      |                  |
| Paolo Tiralongo    | 08.07.1977        | Italie       |                  |
| Patxi Vila         | 11.10.1975        | Espagne      |                  |

¹ Depuis le 19/08

² Depuis le 17/03

### Encadrement
Giuseppe Saronni, Maurizio Piovani, Fabrizio Bontempi

## Bilan de la saison

### Victoires
UCI ProTour
| Date       | Course                          | Pays     | Classe | Vainqueur      |
| ---------- | ------------------------------- | -------- | ------ | -------------- |
| 11/04/2008 | 5e étape du Tour du Pays basque | Espagne  | PT     | Damiano Cunego |
| 20/04/2008 | Amstel Gold Race                | Pays-Bas | PT     | Damiano Cunego |

Victoires sur les Circuits Continentaux
| Date       | Course                                        | Pays     | Classe | Vainqueur         |
| ---------- | --------------------------------------------- | -------- | ------ | ----------------- |
| 31/01/2008 | 5e étape du Tour du Qatar                     | Qatar    |        | Danilo Napolitano |
| 17/02/2008 | 3e étape du Tour du Grosseto                  | Italie   |        | Danilo Napolitano |
| 29/02/2008 | 4e étape du Tour de la Communauté valencienne | Espagne  |        | Mirco Lorenzetto  |
| 01/03/2008 | 5e étape du Tour de la Communauté valencienne | Espagne  |        | Danilo Napolitano |
| 13/04/2008 | Klasika Primavera                             | Espagne  |        | Damiano Cunego    |
| 15/04/2008 | 2e étape du Tour de Turquie                   | Turquie  |        | Mirco Lorenzetto  |
| 20/05/2008 | 10e étape du Tour d'Italie                    | Italie   |        | Marzio Bruseghin  |
| 23/07/2008 | 1re étape du Brixia Tour                      | Italie   |        | Danilo Napolitano |
| 14/08/2008 | 1re étape du Tour du Portugal                 | Portugal |        | Danilo Napolitano |
| 15/08/2008 | 2e étape du Tour du Portugal                  | Portugal |        | Danilo Napolitano |
| 06/09/2008 | 7e étape du Tour d'Espagne                    | Espagne  |        | Alessandro Ballan |
| 18/10/2008 | Tour de Lombardie                             | Italie   |        | Damiano Cunego    |
| 26/10/2008 | Japan Cup                                     | Japon    |        | Damiano Cunego    |

Championnats internationaux
| Date       | Course                      | Pays   | Classe | Vainqueur         |
| ---------- | --------------------------- | ------ | ------ | ----------------- |
| 28/09/2008 | Champion du monde sur route | Italie |        | Alessandro Ballan |